# ورد غدي الفروع
ورد غدي الفروع (الاسم العلمي:Rosa adenoclada) هو نوع من النباتات يتبع جنس الورد من الفصيلة الوردية.موطنه الصين.